# Rogneda anglica
Rogneda anglica är en plattmaskart som beskrevs av Tor Karling 1953. Rogneda anglica ingår i släktet Rogneda och familjen Polycystididae. Arten är reproducerande i Sverige. Inga underarter finns listade i Catalogue of Life.